# 下土居村
下土居村（しもつちいむら）は、かつて岐阜県稲葉郡にあった村である。
現在の岐阜市下土居などに該当する。
当村発足時は方県郡の村であったが、郡の合併で稲葉郡の村となった。

## 歴史
- 時期は不明だが、江戸時代に土居村が上土居村と下土居村に分立する[1]。
- 1889年（明治22年）7月1日 - 町村制により下土居村が発足。
- 1897年（明治30年）4月1日[2] - 方県郡の一部、厚見郡、各務郡が合併し、稲葉郡となる。当村は稲葉郡となる。
- 1897年（明治30年）4月1日 - 鷺山村、正木村と合併し、鷺山村が発足。同日下土居村は廃止。

## 参考文
- 『市町村名変遷辞典』東京堂出版
- 『角川日本地名大辞典21岐阜県』角川書店
- 『岐阜県町村合併史』岐阜県地方課